# Hao Zhao
Hao Zhao (? - avril 229), général des Wei, décrit comme fort et héroïque, vint joindre les rangs des Wei durant sa jeunesse en tant que commandant de division et parvint à accomplir plusieurs exploits militaires. Positionné à Hexi et contrôlant la région pendant une dizaine d’années, il acquit le respect du peuple et des tribus étrangères. En l’an 228, il fut nommé Général Qui Contrôle l’Ouest sur recommandation de Sima Yi et fut chargé de défendre Chencang contre les armées Shu de Zhuge Liang. 
À la tête de seulement 3 000 hommes, il réussit à défendre la ville contre une force ennemie totalisant 300 000 hommes et ce, pendant près d’un mois. Pendant cet assaut, il sut contrecarrer ingénieusement toutes les tactiques de Zhuge Liang, ce qui lui valut une renommée de véritable génie de la stratégie de défense. Il assura donc la défense de la ville jusqu’à l’arrivée de renforts, qui repoussèrent l’ennemi. Face à cet exploit, on lui conféra le titre de marquis. 
Peu de temps après, en l’an 229, Hao Zhao tomba gravement malade et mourut. Zhuge Liang lança conséquemment une troisième campagne militaire et réussit à prendre Chencang. 